# Catolesia
Catolesia là một chi thực vật có hoa trong họ Cúc (Asteraceae).

## Loài
Chi Catolesia gồm các loài: